# William A. Rodenberg

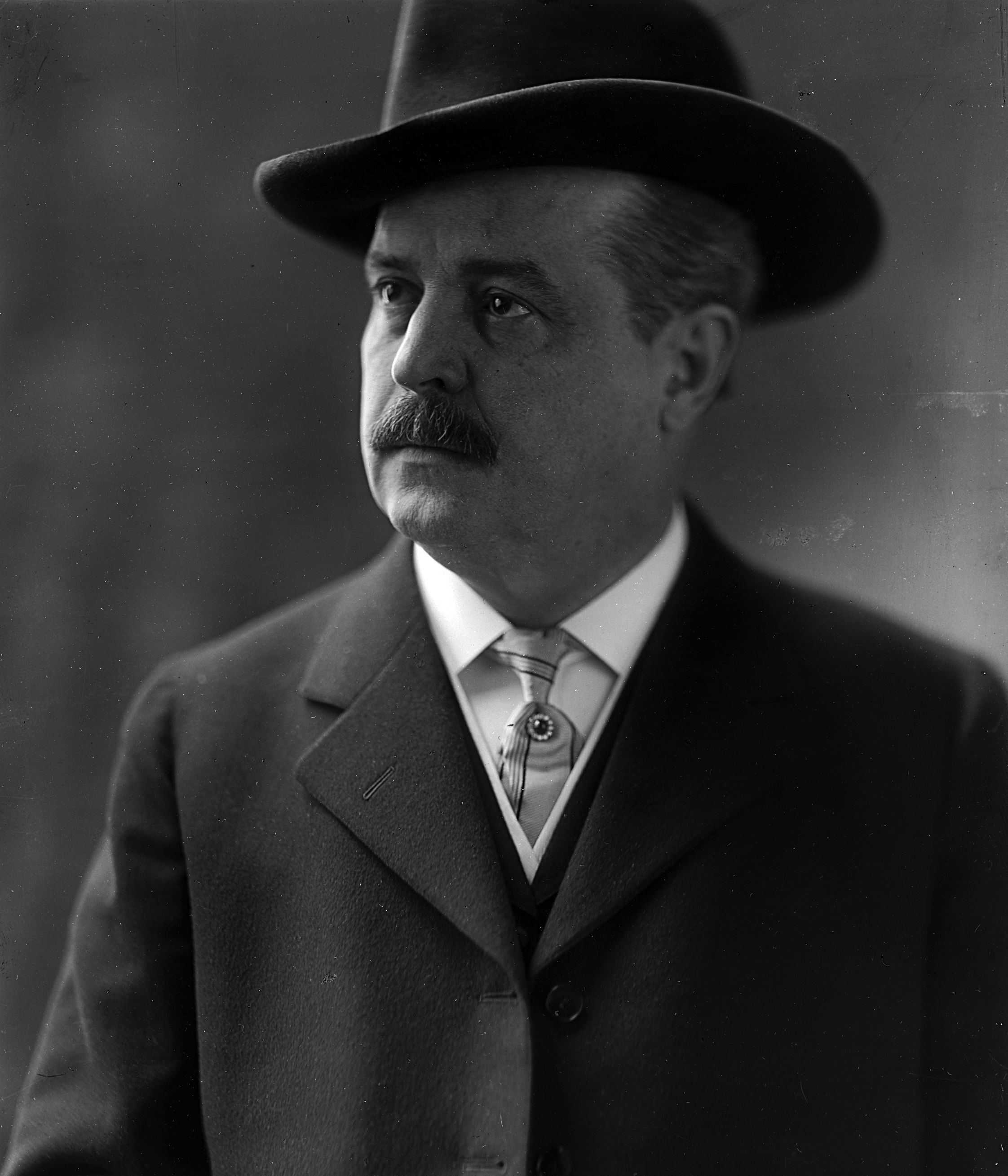
William A. Rodenberg

William August Rodenberg (* 30. Oktober 1865 bei Chester, Illinois; † 10. September 1937 in Alpena, Michigan) war ein US-amerikanischer Politiker. Zwischen 1899 und 1923 vertrat er mehrfach den Bundesstaat Illinois im US-Repräsentantenhaus.

## Werdegang
William Rodenberg besuchte die öffentlichen Schulen seiner Heimat und danach bis 1884 das Central Wesleyan College in Warrenton (Missouri). Anschließend unterrichtete er sieben Jahre lang als Lehrer. Nach einem Jurastudium an der St. Louis Law School und seiner 1893 erfolgten Zulassung als Rechtsanwalt begann er in East St. Louis in diesem Beruf zu arbeiten. Gleichzeitig schlug er als Mitglied der Republikanischen Partei eine politische Laufbahn ein. In den Jahren 1896, 1908, 1916 und 1920 nahm er als Delegierter an den jeweiligen Republican National Conventions teil.
Bei den Kongresswahlen des Jahres 1898 wurde Rodenberg im 21. Wahlbezirk von Illinois in das US-Repräsentantenhaus in Washington, D.C. gewählt, wo er am 4. März 1899 die Nachfolge von Jehu Baker antrat. Da er im Jahr 1900 nicht bestätigt wurde, konnte er bis zum 3. März 1901 zunächst nur eine Legislaturperiode im Kongress absolvieren. In den Jahren 1901 und 1902 war Rodenberg Mitglied der United States Civil Service Commission, einer Bundeskommission, die sich mit Belangen des öffentlichen Dienstes befasste. Außerdem war er wieder als Anwalt tätig. Er engagierte sich damals finanziell auch in anderen Wirtschaftsbereichen.
Im Jahr 1902 wurde William Rodenberg im 22. Distrikt seines Staates erneut in den Kongress gewählt, wo er nach vier Wiederwahlen als Nachfolger von George Washington Smith zwischen dem 4. März 1903 und dem 3. März 1913 fünf weitere Legislaturperioden absolvieren konnte. Zwischen 1909 und 1911 war er Vorsitzender des Committee on Industrial Arts and Expositions. Im Jahr 1912 unterlag er William N. Baltz von der Demokratischen Partei. Zwei Jahre später wurde er erneut im 22. Bezirk in den Kongress gewählt, wo er am 4. März 1915 Baltz wieder ablöste. Nach drei Wiederwahlen konnte er bis zum 3. März 1923 im Parlament verbleiben. In diese Zeit fiel der Erste Weltkrieg. Außerdem wurden in den Jahren 1919 und 1920 der 18. und der 19. Verfassungszusatz ratifiziert. Dabei ging es um das Verbot des Handels mit alkoholischen Getränken bzw. um die bundesweite Einführung des Frauenwahlrechts. Von 1919 bis 1923 leitete William Rodenberg den Ausschuss für Hochwasserschutz.
Nach dem Ende seiner Zeit im US-Repräsentantenhaus praktizierte er als Anwalt in Washington. Er starb am 10. September 1937 während eines Besuchs in Michigan.